# Лубківський Данило Романович
Данило Романович Лубківський (нар. 18 серпня 1975, Львів) — український громадський діяч, дипломат, Надзвичайний і Повноважний Посланник України 1 класу (від 18 серпня 2009 року).
З 19 січня 2015 по 14 квітня 2016 року був дипломатичним радником Прем'єр-міністра України.
З 6 березня по 24 грудня 2014 року був заступником Міністра закордонних справ України.
З 15 квітня 2014 по 13 січня 2015 року був головою Національної комісії України у справах ЮНЕСКО,[1], головою Національної комісії з питань закордонних українців, представником України у Виконавчій раді ЮНЕСКО.[2]

## Життєпис
Закінчив факультет міжнародних відносин Львівського національного університету імені Івана Франка (1998).
У липні 1998 року призначений аташе Секретаріату Міністра закордонних справ України. Від листопада 1998 по лютий 2001 був третім, другим секретарем Секретаріату Міністра закордонних справ України, помічником Міністра закордонних справ.
Від лютого 2001 по березень 2004 року був третім, другим, першим секретарем Постійного Представництва України при ООН у Нью-Йорку. Був членом Делегації України до Ради Безпеки ООН.
Від березня 2004 по червень 2006 року був радником Міністра закордонних справ України. Брав участь у розробці зовнішньополітичних ініціатив України в Раді Безпеки і Генеральній Асамблеї ООН, а також у рамках співпраці з НАТО, ЄС, ГУАМ та іншими міжнародними організаціями.
24 листопада 2004 року, протестуючи проти фальсифікацій на виборах Президента України, став одним з авторів та ініціаторів заяви українських дипломатів на підтримку ідеалів та цінностей Помаранчевої революції.
Від червня 2006 по березень 2010 року очолював напрям підготовки щорічних звернень Президента України, промов і виступів Глави держави як керівник Служби підготовки виступів Президента України, керівник Головної служби комунікації Секретаріату Президента України, керівник Головної служби підготовки виступів Президента України.
28 січня 2008 року призначений радником Президента України[3]. Упорядник книги «До нації» (2010), куди увійшли головні промови, виголошені Президентом України Віктором Ющенком у 2005—2010 роках.
Має другий ранг державного службовця[4].
Після приходу до влади Віктора Януковича звільнився з державної служби і з 2010 по 2014 рік займався громадською діяльністю.
З 2011 року тісно співпрацював з Ініціативною групою «Першого грудня». Один з авторів Хартії вільної людини, оприлюдненої групою «Першого грудня» 8 грудня 2012 року.
Після перемоги Революції Гідності 6 березня 2014 року рішенням Кабінету Міністрів України був призначений на посаду заступника Міністра закордонних справ України.
Відповідав за питання політичного аналізу та планування, стратегічної комунікації, а також відносин із державами Північної та Південної Америк та країнами Східної Європи.
Висунув ініціативу створення культурної інституції з поширення у світі знань про Україну — Українського Інституту.
Унаслідок незгоди з позицією Міністра закордонних справ про консультації з російською стороною і відтермінування дії угоди про зону вільної торгівлі між Україною та Європейським Союзом, 12 вересня 2014 року подав у відставку з посади заступника Міністра.
Позиція, висловлена Данилом Лубківським, знайшла підтримку у подальших рішеннях Уряду України. Звільнений рішенням Кабінету Міністрів України 24 грудня 2014 року після формування нового уряду.
Від січня 2015 до квітня 2016 — дипломатичний радник Прем'єр-міністра України.
З 2016 року — член Наглядової Ради фонду «Відкрий Україну».
У червні 2018 підтримав відкритий лист діячів культури, політиків і правозахисників із закликом до світових лідерів виступити на захист ув'язненого у Росії українського режисера Олега Сенцова й інших політв'язнів.[5]
Кандидат у народні депутати від партії «Українська Стратегія Гройсмана» на парламентських виборах 2019 року, № 22 у списку. Безпартійний.
Член Міжнародного Комітету із вшанування пам'яті Блаженного священномученика отця Омеляна Ковча.
Вільно володіє англійською, російською і чеською мовами.

## Нагороди
- Орден Данила Галицького (30 листопада 2009)[5].